# Guillermo Giacomazzi
Guillermo Giacomazzi (* 21. November 1977 in Montevideo) ist ein ehemaliger uruguayischer Fußballspieler, der vorwiegend im Mittelfeld zum Einsatz kam. Des Weiteren spielte Giacomazzi in der uruguayischen Nationalmannschaft.

## Karriere

### Im Verein
Der 1,87 Meter große Giacomazzi begann seine Karriere bei Bella Vista. Dort debütierte er bereits 17-jährig in der Primera División. In der Clausura 1998 werden 25 Erstligaeinsätze und sechs erzielte Treffer angegeben. In der Apertura 1999 soll er sodann 28 Spiele bestritten haben, in denen er viermal traf. Im Januar 2000 wechselte Giacomazzi von Bella Vista zum Club Atlético Peñarol. Dort stand er bis 2001 im Erstligakader Peñarols. Für die Aurinegros absolvierte er in der Apertura 2000 18 Spiele, in der Apertura 2001 16 Begegnungen in der Liga. Zahlen für die jeweiligen Clausuras liegen derzeit nicht gesichert vor. 2001 unterzeichnete er einen Kontrakt beim italienischen Klub US Lecce. Er gab sein Debüt am 26. August 2001 in der Serie A beim 1:1-Unentschieden gegen Parma. Dann spielte er regelmäßig sechs Jahre lang für Lecce, bevor er schließlich zum Kapitän ernannt wurde. Im Januar 2007 wurde er jedoch an US Palermo ausgeliehen. Am 10. Februar 2007 bestritt er sein erstes Spiel für seinen neuen Arbeitgeber gegen den FC Empoli. In der folgenden Saison wurde er genau an diesen FC Empoli ausgeliehen, bevor er zur Saison 2008/09 zu US Lecce zurückkehrte. In den Spielzeiten von 2008/09 bis 2012/13 absolvierte er insgesamt 161 Ligaspiele für den Klub, in denen er 18 Tore erzielte. Dies beinhaltet auch die vier Aufstiegs-Play-off-Spiele der Lega Pro Prima Divisione in der Saison 2012/13.
Giacomazzis Vertrag bei Lecce lief nach Angaben des Spielers noch bis Mitte 2014. Anfang August 2013 einigten Spieler und Verein sich einvernehmlich auf eine Vertragsauflösung. Am 8. August 2013 wurde sodann ein Engagement Giacomazzis beim AC Siena bekannt. Beim Pokalspiel gegen den AC Pisa absolvierte er ein paar Tage später sein erstes Pflichtspiel. Bis zu seinem letzten Einsatz für den Klub am 31. Mai 2014 sind für ihn 38 absolvierte Spiele (vier Tore) in der Serie B und vier Partien (ein Tor) in der Coppa Italia verzeichnet. In der Spielzeit 2014/15 stand er im Kader des AC Perugia. In jener Saison kam er zu 25 Einsätzen (ein Tor) in der Serie B und einem (kein Tor) absolvierten Play-off-Spiel. Nach Abschluss der Saison beendete er seine Karriere.

### In der Nationalmannschaft
In der uruguayischen U-23-Auswahl kam er beim "Torneo Preolímpico" in Brasilien im Jahr 2000 in sechs Länderspielen (kein Tor) zum Einsatz. Giacomazzi debütierte am 3. Juni 2000 unter Trainer Daniel Alberto Passarella im WM-Qualifikationsspiel gegen Chile in der uruguayischen A-Nationalmannschaft, als er in der 89. Minute für Álvaro Recoba eingewechselt wurde. Bis zu seinem letzten Einsatz am 2. Juni 2007 absolvierte Giacomazzi insgesamt 17 Länderspiele für sein Heimatland, bei denen er kein Tor erzielte. (Stand: 22. August 2013)

## Privates
Die Nichte Giacomazzis, Nohelia Giacomazzi, wirkt im uruguayischen Frauenfußball als Schiedsrichterin.